# Frontfeuer
Frontfeuer ist eine Rechtsrock-Band aus Beeskow in Brandenburg.
2009 gegründet, tritt die Band regelmäßig bei neonazistischen Veranstaltungen auf. Unter anderem spielte sie 2013 auf dem Gelände des Landesvorsitzenden der Partei Die Rechte ein Benefizkonzert für einen „Kameraden in Not“. 2016 und 2017 trat die Band bei der größten deutschen Rechtsrock-Veranstaltung „Rock gegen Überfremdung“ in Thüringen auf.
2023 verstarb der Schlagzeuger und kreative Kopf der Band Christian bei einem Unfall.
Die Band covert auch Lieder anderer Rechtsrockbands wie Division Germania u. a.

## Diskografie
- 2009: Heldentum (Rebel Records, zusammen mit der Band Wolfskraft)
- 2012: Unser Land (Rebel Records)
- 2016: Unser Treueschwur (Rebel Records)